# Marchéville
Marchéville település Franciaországban, Eure-et-Loir megyében. Lakosainak száma 506 fő (2022. január 1.). Marchéville Cernay, Magny és Ollé községekkel határos.

## Népesség
A település népességének változása:
| Lakosok száma | 324  | 303  | 379  | 443  | 533  | 504  | 479  | 461  | 476  | 506  |
|               | 1968 | 1982 | 1990 | 2006 | 2013 | 2015 | 2017 | 2019 | 2020 | 2022 |